# USS San Francisco (CA-38)
USS San Francisco (CA-38) – amerykański ciężki krążownik z serii krążowników traktatowych typu New Orleans. Jednostka o wyporności standardowej 9006 ton, zwodowana 9 marca 1933 roku w stoczni Mare Island w Vallejo w Kalifornii.
Artylerię główną jednostki stanowiło dziewięć rozmieszczonych w trzech wieżach dział największego dopuszczonego traktatem waszyngtońskim kalibru 203 mm, uzupełnionych pięcioma działami średniego kalibru 127 mm. Pozostałe uzbrojenie zmieniało się w trakcie wojny, jako ewenement wśród ciężkich krążowników, „San Francisco” otrzymał nawet wyrzutnię bomb głębinowych.
Okręt wszedł do służby w United States Navy 10 lutego 1934 roku, a w trakcie japońskiego ataku przechodził remont w Pearl Harbor, wziął później udział w amerykańskich rajdach 1942 roku, prowadził też działania eskortowe dla amerykańskich transportów. Wziął później udział w lądowaniu na Salomonach i związanych z nim szeregu bitew morskich wokół Guadalcanalu. Po ciężkich uszkodzeniach w I bitwie pod Guadalcanalem w walce z pancernikiem „Hiei”, okręt przeszedł długi połączony z modernizacją remont. Wziął następnie udział w walkach na Aleutach, na początku zaś 1944 roku w operacji Hailstone wokół Truk, w 1945 roku natomiast, zakończył swój udział w II wojnie światowej partycypacją w desancie na Okinawę. 10 lutego 1946 roku został wycofany ze służby w marynarce amerykańskiej.